# عواطف يوسف
عواطف يوسف (25 يونيو 1930 - 12 مايو 1992) ممثلة وراقصة استعراضية مصرية.

## حياتها ومسيرتها
من مواليد 25 يونيو 1930
بدأت حياتها بالعمل في السيرك مع عائلتي (الحلو)، و (عاكف)، شكلت وشقيقتها «رجاء» ثنائيًا فنيًا في العديد من الأفلام السينمائية.

## نشأتها وتطورها
ولدت عواطف يوسف في 25 يونيو من العام 1930 م
بدأت حياتها العملية مع عائلتي “عاكف” و “الحلو” في مجال السيرك، وأدت الصلة بينها وبين عائلة عاكف إلى التعرف على الفنانة نعيمة عاكف ومنها إلى المجال الفني. أول أفلام عواطف يوسف كان فيلم ساعة لقلبك إنتاج سنة 1950 م، وأدت في الفيلم الأدوار الاستعراضية لرقصات البهلوان والكلاكيت، تلاه فيلم البنات شربات سنة 1951 م في فيلم البنات شربات وأدت شخصية وردة عباس أبو الدهب
ليشهد العام 1952 م نشاطاً فنيا ملحوظا لها حيث قامت بالتمثيل في 4 أفلام هي «الدم يحن»، و«غضب الوالدين»، و«كأس العذاب»، و«المهرج الكبير»، كما شاركت في عدد من الأفلام الأخرى في الخمسينيات التي تعتبر من كلاسيكيات السينما المصرية.

## رجاء يوسف وعواطف يوسف
الفنانة الراحلة عواطف يوسف هي شقيقة الفنانة رجاء يوسف التي شاركت معها في أكثر من فيلم استعراضي، من أبرز الأدوار التي قدماها معاً فيلم «أربع بنات وضابط»، وقدمت حوالي 17 فيلم مع شقيقتها رجاء، وعواطف هي الأخت الصغرى لرجاء، ومن خلال عملهم في السيرك تعرفا على الفنانة نعيمة عاكف. رحلت عواطف قبل شقيقتها الصغرى رجاء بأربعة عشر عاماً وذلك في عام 1992 عن عمر يناهز 62 عام.

## أعمالها السينمائية
الأوغاد 1985 - الطائرة المفقودة 1984 - الأضواء 1972 - جواز في خطر 1963 - قاطع طريق 1959 - الكمساريات الفاتنات 1957 - انا وأمي 1957 - سمارة 1956 - أربع بنات وضابط 1954 - الحقوني بالمأذون 1954 - أنا و حبيبي 1953 - طريق السعادة 1953 - المهرج الكبير 1952 - الدم يحن 1952 - غضب الوالدين 1952 - كاس العذاب 1952 - البنات شربات 1951 - ساعة لقلبك 1950.

## وصلات خارجية
- عواطف يوسف على موقع الدهليز
- عواطف يوسف على موقع قاعدة بيانات الأفلام العربية
- عواطف يوسف (ممثلة) على موقع هافن
- عواطف يوسف (ممثلة) على موقع دهليز
- عواطف يوسف (ممثلة) على موقع IMDB
- عواطف يوسف (ممثلة) على موقع كاروهات